# Discografia dei Three 6 Mafia
Di seguito è riportata la discografia del gruppo rap di Memphis Three 6 Mafia.

## Album
| Titolo                                  | Informazioni |
| --------------------------------------- | --- |
| Mystic Stylez                           | - Pubblicato: 25 maggio 1995 - Chart positions: #59 R&B - Ultima certificazione RIAA: 235000 + |
| Chapter 1: The End                      | - Pubblicato: 3 dicembre 1996 - Chart positions: #126 US Billboard 200, #42 R&B - Ultima certificazione RIAA: 422,000+ - Singoli: Where's da Bud, Late Nite Tip                                                      |
| Chapter 2: World Domination             | - Pubblicato: 4 novembre 1997 - Chart positions: #40 US Billboard 200, #18 R&B - Ultima certificazione RIAA: Oro (870000+) - Singoli: Hit a Muthafucka, Late Nite Tip, Tear da Club up '97,                          |
| When the Smoke Clears: Sixty 6, Sixty 1 | - Pubblicato: 13 giugno 2000 - Posizione in classifica: #6 US Billboard 200, #11 R&B - Ultima certificazione RIAA: Platino (1.7 milioni+) - Singoli: Sippin' on Some Syrup, Weak Azz Bitch, Who Run It, Toungue Ring |
| Choices: The Album                      | - Pubblicato: 28 agosto 2001 - Posizione in classifica: N/A - Ultima certificazione RIAA: Oro (500000+) - Singoli: Baby Mama, 2-Way Freak, Dis B**** Dat H**                                                         |
| Da Unbreakables                         | - Pubblicato: 24 giugno 2003 - Posizione in classifica: #4 US Billboard 200, #2 R&B - Ultima certificazione RIAA: Platino (987,562) - Singoli: Ridin Spinners, Testin My Gangsta, Ghetto Chick                       |
| Choices II: The Setup (DVD & CD)        | - Pubblicato: 29 marzo 2005 - Posizione in classifica: N/A - Ultima certificazione RIAA: 150,000+ - Singoli: Who I Is, One Hitta Quitta                                                                              |
| Most Known Unknown                      | - Pubblicato: 27 settembre 2005 - Posizione in classifica: #3 US Billboard 200, #1 R&B, #1 Rap - Ultima certificazione RIAA: 2x Platino (1.8 million) - Singoli: Stay Fly, Poppin' My Collar, Side 2 Side            |
| Last 2 Walk                             | - Pubblicato: 24 giugno 2008 - Posizione in classifica: N/A - Ultima certificazione RIAA: N/A - Singoli: Doe Boy Fresh                                                                                               |

## Compilation e cofanetti
| Informazioni sull'album              | |
| ------------------------------------ | --- |
| Underground Vol. 1: (1991-1994)      | - Pubblicato: 2 marzo 1999 - Posizione in classifica: N/A - Ultima certificazione RIAA: N/A                       |
| Underground Vol. 2: Club Memphis     | - Pubblicato: 24 agosto 1999 - Posizione in classifica: N/A - Ultima certificazione RIAA: N/A                     |
| Underground Vol. 3: Kings of Memphis | - Pubblicato: 31 ottobre 2000 - Posizione in classifica: N/A - Ultima certificazione RIAA: N/A                    |
| Most Known Hits                      | - Pubblicato: 15 novembre 2005 - Posizione in classifica: #154 US Billboard 200 - Ultima certificazione RIAA: N/A |
| Smoked Out Music Greatest Hits       | - Pubblicato: 6 ottobre 2006 - Posizione in classifica: N/A - Ultima certificazione RIAA: N/A                     |
| Prophet's Greatest Hits              | - Pubblicato: 6 febbraio 2007 - Posizione in classifica: N/A - Ultima certificazione RIAA: N/A                    |

## EPs
| Informazioni sull'album |                                                                                                 |
| ----------------------- | ----------------------------------------------------------------------------------------------- |
| Live By Yo Rep (EP)     | - Pubblicato: 5 dicembre 1995 - Posizione in classifica: N/A - Last RIAA certification: 90,000+ |

## Singoli
| Year | Song                                                | U.S. Hot 100   | U.S. R&B | U.S. Rap | UK singles | Album                                                              |
| ---- | --------------------------------------------------- | -------------- | -------- | -------- | ---------- | ------------------------------------------------------------------ |
| 1998 | "Late Nite Tip"                                     | —              | #7       | #3       | #3         | Chapter 2: World Domination                                        |
| 1998 | "Tear Da Club Up '97"                               | —              | #7       | #2       | —          | Chapter 2: World Domination                                        |
| 2000 | "Who Run It"                                        | —              | —        | —        | —          | When the Smoke Clears/Three 6 Mafia Presents: Hypnotize Camp Posse |
| 2000 | "Sippin' on Some Syrup" (Feat. UGK, & Project Pat)  | —              | #30      | —        | —          | When the Smoke Clears                                              |
| 2000 | "Tongue Ring"                                       | #23            | #4       | #5       | #4         | When the Smoke Clears                                              |
| 2001 | "Baby Mama" (Feat. La Chat)                         | —              | #9       | —        | —          | Choices: The Album                                                 |
| 2001 | "2-Way Freak" (Feat. La Chat)                       | —              | —        | —        | —          | Choices: The Album                                                 |
| 2003 | "Ridin' Spinners" (Feat. Lil' Flip)                 | —              | #62      | —        | —          | Da Unbreakables                                                    |
| 2003 | "Who Gives A...Where You From" (Feat. DJ Kay Slay)  | #34            | #6       | #5       | #6         | Streetsweepers Vol. 2: The Pain From the Game                      |
| 2005 | "Stay Fly" (Feat. Young Buck & Eightball & MJG)     | #13 [Platinum] | #9       | #3       | #3         | Most Known Unknown                                                 |
| 2006 | "Poppin' My Collar" (Remix) (Feat. Project Pat)     | #21 [Gold]     | #10      | #6       | —          | Most Known Unknown                                                 |
| 2006 | "Side 2 Side" (Remix) (Feat. Project Pat & Bow Wow) | —              | #63      | —        | —          | Most Known Unknown                                                 |
| 2007 | "Doe Boy Fresh" (Feat. Chamillionaire)              | #54            | TBC      | —        | —          | Last 2 Walk                                                        |

## Canzoni nelle quali sono comparsi i Three 6 Mafia
- "2 Bogus" – Crucial Conflict da Good Side, Bad Side
- "2 Live Party" – 2 Live Crew
- "24's (Remix)" – T.I. da TRAP MUZIK
- "3,2,1, Go!" – Lil' Flip da I Need Mine
- "4 Oz." – Ying Yang Twins da U.S.A. (Still United)
- "Act A Fool" – Lil Jon da Crunk Rock
- "Ball Till I Fall" – Yung Redd & Lil Ron da Tha Paper Route
- "Been Gettin Money" – Project Pat da Crook By the Book: The Feds Story
- "Born In The Ghetto" – 3re Tha Hardway
- "Break da Law 2001" – Project Pat da Mista Don't Play: Everythangs Workin'
- "Cadillac" – Trae & Paul Wall da Restless
- "Chickenhead" – Project Pat also f/ed La Chat da Mista Don't Play: Everythangs Workin'
- "Chop Me Up" – Justin Timberlake e anche Timbaland da FutureSex/LoveSounds
- "Chulin Culin Chunfly (Street Mix)" – Voltio also f/ed Calle 13 da Voltio
- "Clap Your Hands" – GLC
- "Closing The Club" – 112 da Pleasure & Pain
- "Club Gettin' Crowded" – Chingy da Hoodstar
- "Cruzin" – 8 Ball & MJG con Slim dei 112 da Ridin High
- "Don't Play With Me" – Dem Franchize Boyz from On Top of Our Game
- "Don't Stand So Close '2001' – Gangsta Boo from Both Worlds *69
- "Don't Start Nothin'" – C–Loc from It's a Gamble
- "Face Down" – Spice 1 from The Playa Rich Project
- "Fresh Out Da Spot" – Playaz Circle
- "Gameroom" – Grandaddy Souf & Blood Raw
- "Gangsta" – T-Hud & Project Pat from Undrafted
- "Gangster Walk" – David Banner also f/ed Marcus, & 8 Ball & MJG from Certified
- "Get 'Em Shawty" – Killer Mike from the upcoming album I Pledge Allegiance to the Grind
- "Go 2 Sleep" – Ludacris also f/ed I–20 & Lil' Wilson from Word of Mouf
- "Gold Shine" – Project Pat from Ghetty Green
- "Good Googly Moogly – Project Pat from Crook By da Book: The Fed Story
- "Hennessey & Hydro" – I–20 from Self Explanatory
- "Hood Drug Warz" – B.G.
- "Hood Rat" Young Jeezy, Three 6 Mafia & Project Pat
- "I'm A Playa" – Paul Wall from the People's Champ
- "It's A Fight" – From Rocky Balboa (The new one)
- "Just Another Crazy Click" Insane Clown Posse (ICP) feat. Three 6 Mafia
- "Like a Pimp" – UGK from Dirty Money
- "Matrix" – Tango Redd also f/ed Frayser Boy from Southern Smoke 18
- "Move Bitch (Remix)" – Lil Jon also f/ed Youngbloodz from Put Yo Hood Up
- "Nan Notha'" – Frayser Boy from Gone On That Bay
- "Players Anthem" – UGK
- "Players In da Atmosphere" – Lil' Wyte from Doubt Me Now
- "Posted In The Club" – Lil' Scrappy from Bred 2 Die Born 2 Live
- "Prime Suspect" – Young Trojanz from Prime Suspects
- "Purple Punch" – Cam'ron also f/ed Juelz Santana & Bun B
- "Real Down Here" – 5th Ward Weebie, 6 Shot & Chyna Whyte from The Actual Meaning
- "Represent" – Lil' Flip also f/ed David Banner from U Gotta Feel Me
- "Ridin Spinnerz (Remix)" – La Chat & Lil Wyte from Southern Smoke
- "Rush" – Ike Dirty from Dirty's Way
- "Shackles" – Dirtbag
- "Smack Ya Head Off" – Unusual Suspects from Jinx Da Juvy
- "Stay High Freestyle" – Talib Kweli Featuring Rass Kass [The backing track 'Stay Fly' is used, in it's original form]
- "Still Here" – Lyfe Jennings also f/ed Project Pat from The Phoenix
- "Summer Tyme – Frayser Boy Me Being Me
- "Take Ya Clothes Off" – Play–N–Skillz from The Process
- "Throw me that pack" – Czar*Nok
- "U.S. Souldier Boy" – Lil Wyte from Phinally Phamous
- "What They Do" – Mr. Serv–On & Fiend from War Is Me, Pt. 1: Battle Decisions
- "Whatever" – 5th Ward Weebie, Fiend & Mr. Serv–On from Ghetto Platinum
- "Where Itz Going Down" – Twiztid also f/ed ABK & Blaze Ya Dead Homie from Freek Show
- "Who's Gonna Ride" – Christina Milian from So Amazin'
- "Y'All Gon' Ride (Ft. G-Unit)" – 50 Cent from G-Mix: The Album

## Canzoni prodotte dai Three 6 Mafia
- "1,2,3, Goodie" – Goodie Mob
- "Closed Mouths" – Stat Quo ft. T.I.

neville bryce" – Ludacris
- "Got It Sewed Up (Remix)" – Mike Jones
- "Hennessey and Hydro" – I-20
- "Highest Investment" – Lil Scrappy
- "Hustleville" – South Breed
- "If You Got A Problem" – T.C.
- "Pop It For Some Paper" – Terrence Howard (DJay)
- "Sippin Sumthin" – Stat Quo
- "Stomp" – Young Buck ft. T.I. & Ludacris
- "Takin Hits" – Young Buck ft. D–Tay
- "Throwback 2004" – Big Kuntry ft. T.I.
- "We Got Gunz" – Ludacris feat. I-20, Titty Boi & Chingy
- "What Chu Lookin At?" – Fresh
- "3,2,1 Go!" – Lil' Flip feat. Three 6 Mafia
- "I Just Wanna Tell U" – Lil' Flip
- "A Spartan In Wake" – Knif
- "International Player's Anthem" - UGK ft. Outkast